# Bartlett (Nebraska)
Pour les articles homonymes, voir Bartlett.
La ville américaine de Bartlett est le siège du comté de Wheeler, dans l’État du Nebraska, aux États-Unis. Lors du recensement de 2000, elle comptait 128 habitants.